# Invaders (canción)
«Invaders» es la primera canción del álbum The Number of the Beast
de la banda Inglesa Iron Maiden también siendo la primera en contar con Bruce Dickinson como cantante. La canción trata de representar gráficamente la violencia y el horror de una defensa contra una invasión vikinga, el autor Steve Harris declaró que no era lo suficientemente buena y que «debería haber sido reemplazada por algo mejor, sólo que en tan poco tiempo no teníamos nada para sustituirla. Tuvimos el tiempo justo para hacer lo que hicimos y eso fue todo».
Hasta la fecha esta canción nunca fue tocada en vivo.